# Blutholz (Film)
Blutholz ist ein deutscher Fernsehfilm.

## Handlung
Der ehemalige Soldat Hans Schüssler wird beauftragt, den verschwundenen Manager eines Holzkonzerns in Rumänien zu finden und gerät dabei in ein undurchsichtiges Netzwerk der Holzmafia.
Während seiner Ermittlungen in den dichten Wäldern Siebenbürgens wird er zugleich mit den Schatten seiner traumatischen Vergangenheit konfrontiert.

## Hintergrund
Der Film wurde vom 6. September bis zum 7. Oktober 2021 in Berlin und Rumänien gedreht.

## Rezeption

### Kritiken
„Auf den einen oder anderen gewalttätigen Schurken mit Schießeisen vor Klammkulisse hätte man verzichten können. Aber die Spannung hält bis zum Schluss, und über die tatsächliche illegale Rodung mitten in Europa lernen wir auch etwas.“

„Düsterer Krimi mit einer sicheren Hand für eine melancholische Stimmung mit gelegentlichen Gewaltausbrüchen, die Geschichte unterstützenden Farbwechseln und den Einbezug kritischer Töne gegen reale Missstände. Auch darstellerisch wird die bedrückende Geschichte hervorragend vermittelt.“

### Einschaltquoten
Die Ausstrahlung von Blutholz am 15. Mai 2023 wurde in Deutschland von 4,56 Millionen Zuschauern gesehen und erreichte einen Marktanteil von 17,7 % für das ZDF.